# Vassonville
Vassonville é uma comuna francesa na região administrativa da Normandia, no departamento de Sena Marítimo. Estende-se por uma área de 5,69 km². Em 2010 a comuna tinha 453 habitantes (densidade: 79,6 hab./km²).